# Kôň (Belianské Tatry)
Kôň nebo Malý Muráň o nadmořské výšce 1356 m n. m. je nejzápadnějším vrcholem Belianských Tater.

## Poloha
Nachází se jižně od obce Tatranská Javorina, na východ od Javorové doliny, na západním konci hlavního hřebene Belianských Tater. Nejbližším sousedem je 1889,6 m vysoký Muráň, severně se vypíná osamělá Kýčera (1283 m n. m.). 

## Přístup
Kôň je, podobně jako ostatní vrcholy Belianských Tater, turisticky nepřístupný.